# جيسيكا أوارا
جيسيكا لوسيتا ليون أوارا دي هوميه (بالفرنسية: Jessica Lucetta Léone Houara-d'Hommeaux)‏ هي لاعبة كرة قدم فرنسية في مركز الوسط ولدت في يوم 29 سبتمبر 1987 في مدينة أنجيه في فرنسا، تلعب حالياً في صفوف نادي أولمبيك ليون لكرة القدم للسيدات وسبق لها اللعب مع كل من باريس سان جرمان ونادي سانت إتيان ونادي مرسيليا ونادي أنجيه، بدأت باللعب مع منتخب فرنسا لكرة القدم منذ سنة 2008 ويبلغ طولها 161 سم.

## روابط خارجية
- جيسيكا أوارا على موقع الاتحاد الدولي (مؤرشف)  (الإنجليزية)
- جيسيكا أوارا على موقع الاتحاد الأوربي (الإنجليزية)
- جيسيكا أوارا على موقع قاعدة بيانات كرة القدم.إي يو (الإنجليزية)
- جيسيكا أوارا على موقع Soccerway.com (الإنجليزية)
- جيسيكا أوارا على موقع أوليمبيديا (الإنجليزية)
- جيسيكا أوارا على موقع اللجنة الأولمبية الفرنسية (مؤرشف) (الفرنسية)